# نبات حرشفي
نبات حرشفي (الاسم العلمي: Lepidodendron) من (الاغريقية:lepis = λεπίς = حراشف + dendron = δένδρον = شجرة)، هو جنس منقرض من النباتات البدائية الوعائية التي تشبه الأشجار المرتبطة بأرجل الذئبيات (الحزازيات الذئبية). كانت جزءا من نباتات غابات الفحم. يصل ارتفاعها في بعض الأحيان إلى ما يزيد عن 30 مترا، وكان قطر جذوعها في كثير من الأحيان يصل إلى أكثر من 1 متر. ازدهرت خلال العصر الفحمي (منذ 358.86 مليون سنة، وضلت موجودة حتى الثلاثي المتأخر، حوالي 205 مليون سنة مضت) قبل أن تنقرض. تسمى أحيانا بالخطأ "نباتات رجل الذئب العملاقة"، كان الجنس في الواقع أكثر ارتباطًا بالإسويطيات الحديثة مقارنةً بنباتات رجل الذئب.

## معرض صور

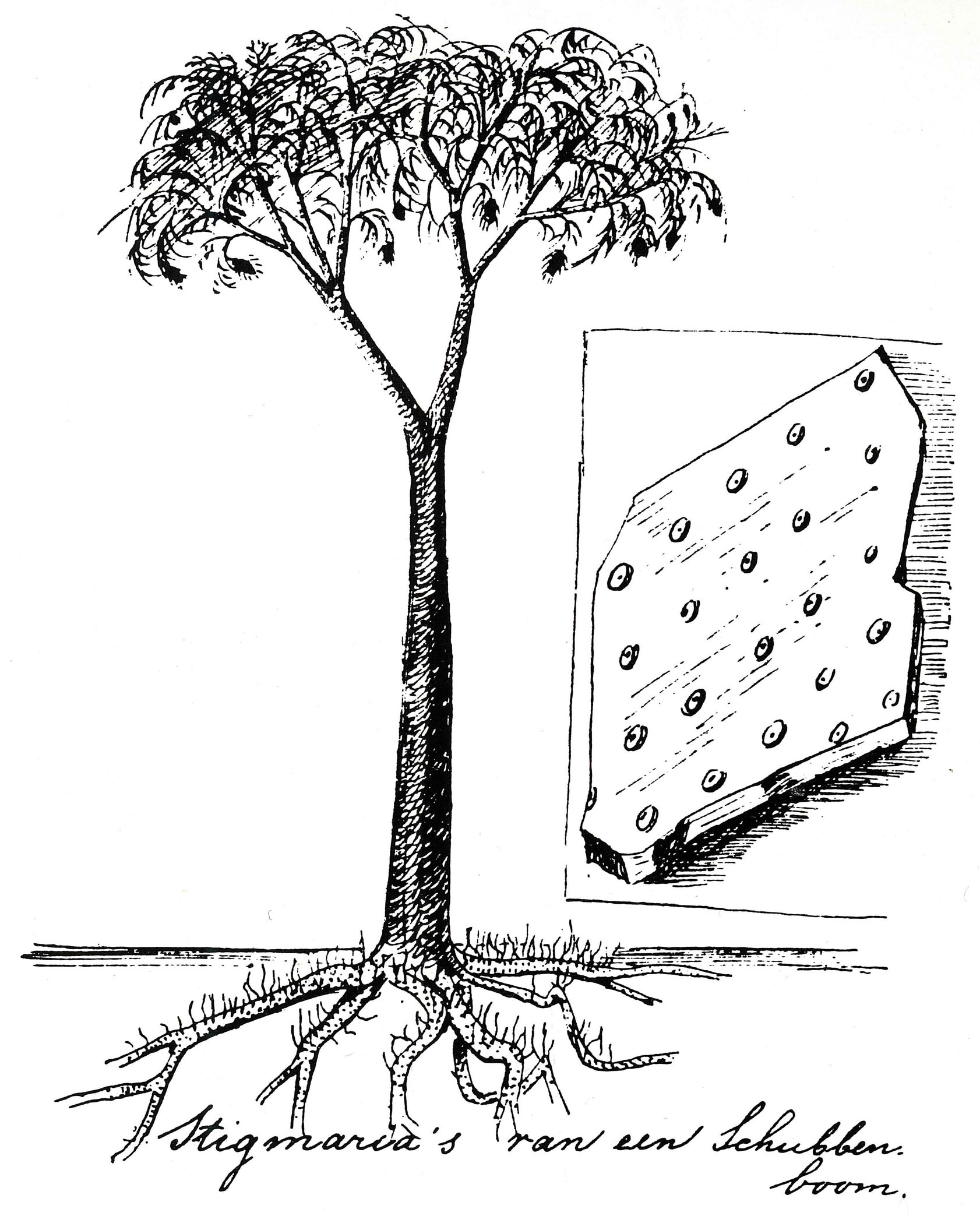
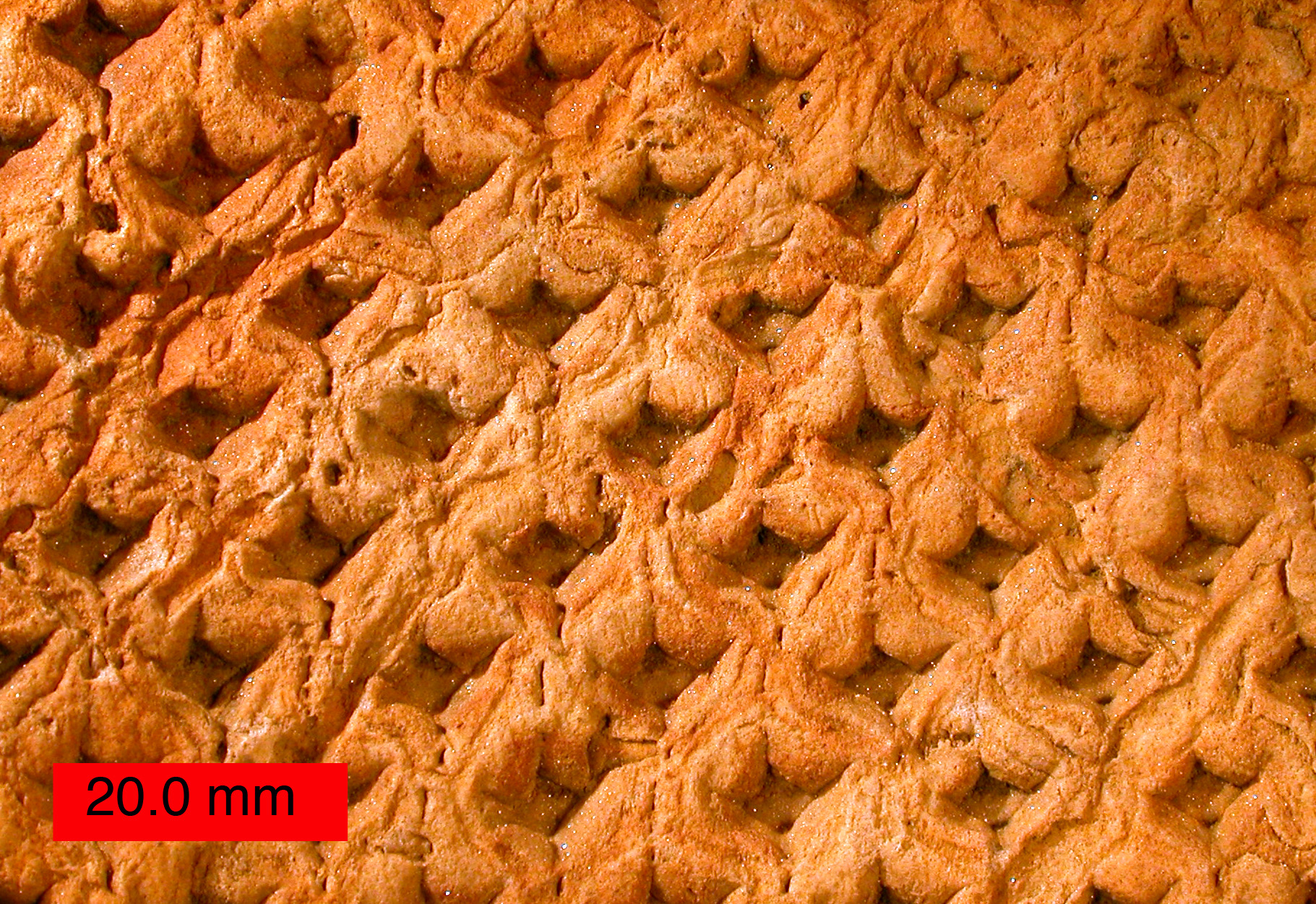
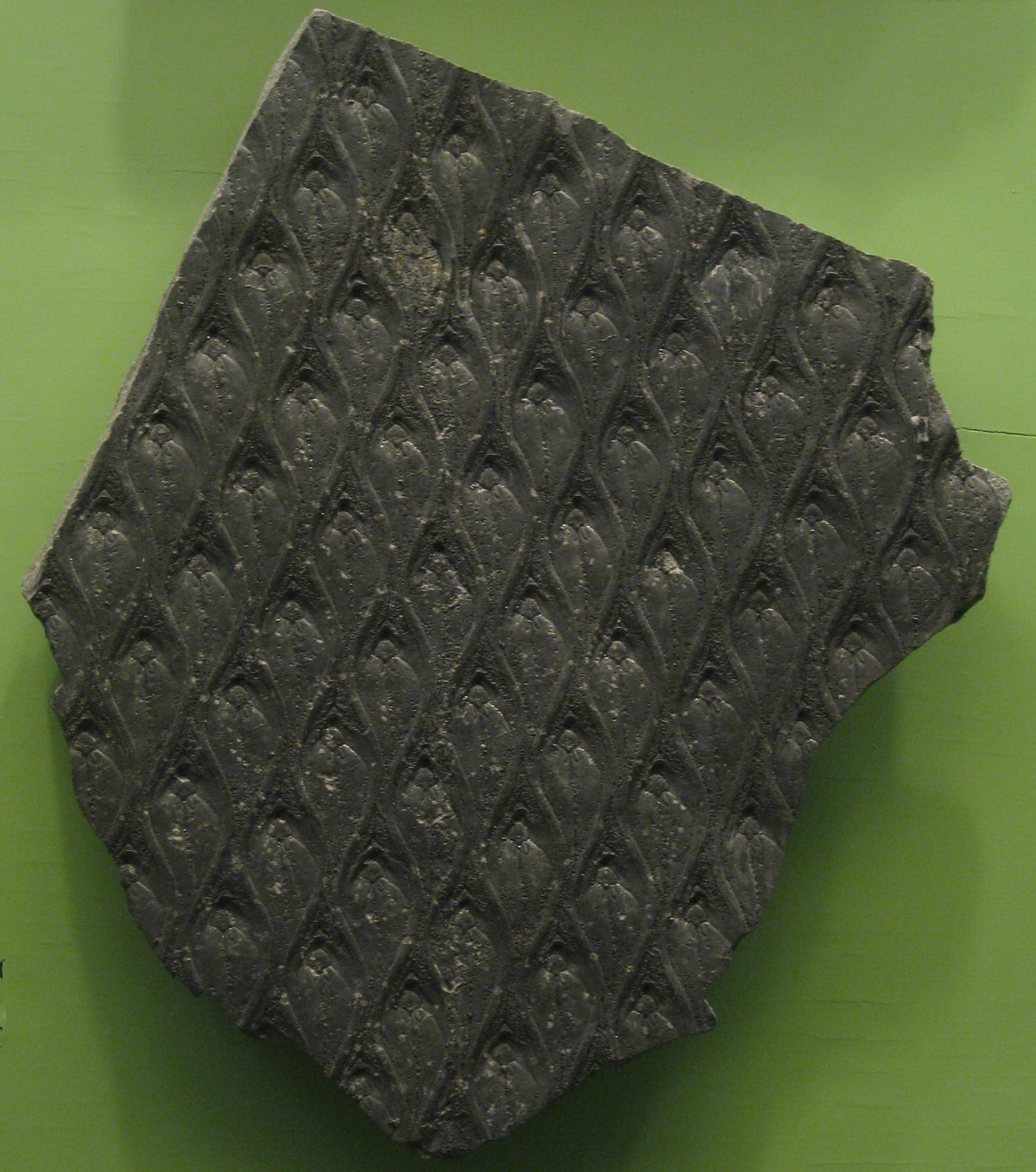